# Harlingen (Texas)
Harlingen es una ciudad ubicada en el condado de Cameron en el estado estadounidense de Texas. En el Censo de 2010 tenía una población de 64.849 habitantes y una densidad poblacional de 621,3 personas por km².

## Geografía
Harlingen se encuentra ubicada en las coordenadas 26°11′28″N 97°41′51″O / 26.19111, -97.69750. Según la Oficina del Censo de los Estados Unidos, Harlingen tiene una superficie total de 104.38 km², de la cual 103.1 km² corresponden a tierra firme y (1.23%) 1.28 km² es agua.

## Demografía
Según el censo de 2010, había 64.849 personas residiendo en Harlingen. La densidad de población era de 621,3 hab./km². De los 64.849 habitantes, Harlingen estaba compuesto por el 87.25% blancos, el 0.97% eran afroamericanos, el 0.47% eran amerindios, el 1.31% eran asiáticos, el 0.05% eran isleños del Pacífico, el 8.08% eran de otras razas y el 1.86% pertenecían a dos o más razas. Del total de la población el 79.54% eran hispanos o latinos de cualquier raza.

## Educación
El Distrito Escolar Independiente Consolidado de Harlingen gestiona escuelas públicas.
La Universidad de Texas de El Valle del Río Grande gestiona una ubicación en Harlingen.